# Повільноварка

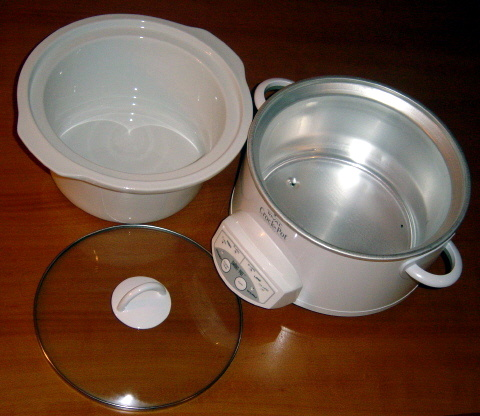
Сучасна повільноварка складається з каструлі (ліворуч вгорі), кришки та нагрівача (праворуч)

Повільноварка (також довговарка, тиховарка, самоварка) — керамічна товстостінна каструля, інстальована в корпус із програмованим електропідігрівом, призначена для томління страв за порівняно низької температури. Як і в руській печі, підігрів здійснюється не лише знизу, але й з боків каструлі.

## Історія
За описом Лели Наргі (англ. Lela Nargi), ідея повільноварки походить від горщика для приготування бобів, відомого з прадавніх часів. У Новій Англії з XVIII століття боби залишали в печі на ніч; повільне приготування бобів дозволяло їм увібрати аромат добавок (наприклад, бекона чи меляси), приготована страва дійшла до наших днів під назвою «бостонські боби».
Історик кулінарії В. В. Похльобкін простежує витоки повільноварки від горщика в руській печі.
Точні обставини першого оснащення горщика електропідігрівом невідомі. 1936 року чиказький винахідник Ірвінг Наксон (англ. Irving Naxon) запатентував один з варіантів і намагався виробляти його під назвою «Naxon Beanery All-Purpose Cooker». Спроба була неуспішною, але компанію «The Naxon Utilities Corporation» придбала компанія «Райвел», яка 1971 року створила повільноварку, яка швидко стала популярною під маркою «Crock-Pot». 1974 року з'явилася сучасна конструкцція з окремим керамічним резервуаром, що полегшило миття приладу.
У 1980-ті роки в СРСР повільноварку «Паренка» виробляв свердловський Машинобудівний завод імені М. І. Калініна, посібник з використання був написаний Похльобкіним і досі використовується як довідник з використання повільноварок.